# 犬に名前をつける日
『犬に名前をつける日』（いぬになまえをつけるひ）は、2015年10月31日公開の日本映画

## キャスト
- 久野かなみ - 小林聡美
- 渋谷昶子
- 前田勇祐 - 上川隆也
- 中谷百里（犬猫みなしご救援隊）
- 吉田美枝（ちばわん副代表）
- 藤井聡
- 青山美郷
- 今村沙緒里

## スタッフ
- 監督 - 山田あかね
- 構成 - 松谷光絵
- 脚本 - 山田あかね
- プロデューサー - 山田あかね
- 撮影 - 谷茂岡稔
- 音楽 - つじあやの
- 主題歌 - ウルフルズ「泣けてくる」
- 編集 - 大泉渉
- ライン・プロデューサー - 竹内暢生